# Karl Schultze (Mediziner)

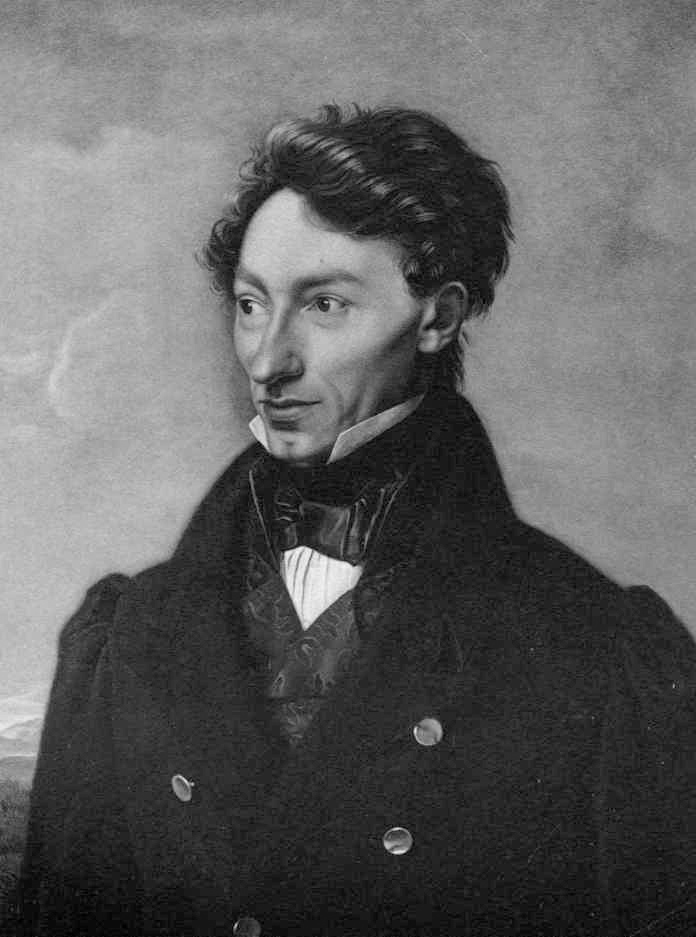
Karl Schultze (1837)

Karl August Sigismund Schultze (* 1. Oktober 1795 in Halle (Saale); † 28. Mai 1877 in Jena) war ein deutscher Anatom und Hochschullehrer.

## Leben

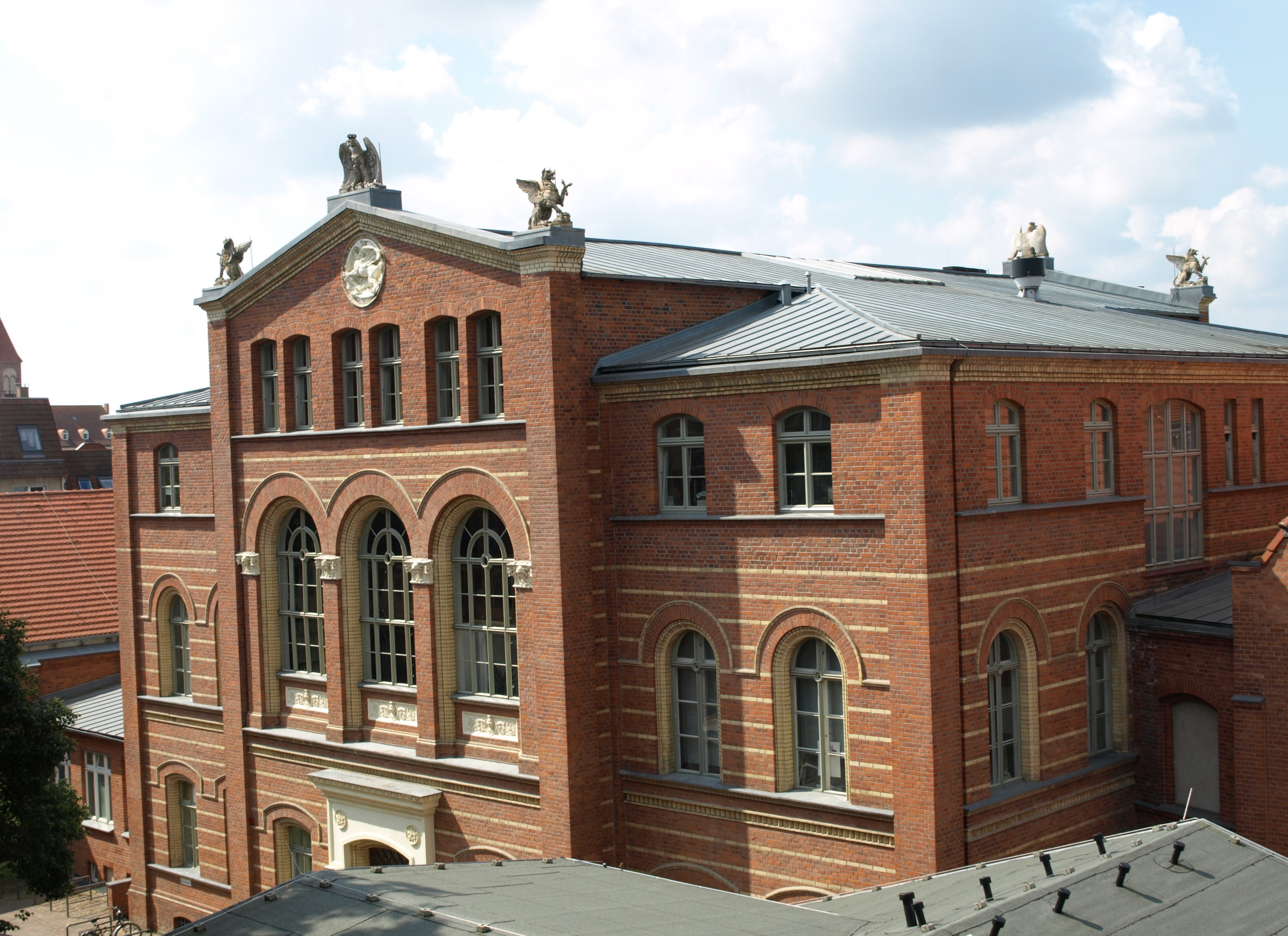
Greifswalder Anatomiegebäude

Karl Schultze war ein Sohn des Halleschen Regierungsreferendars und Stadtsyndikus Friedrich Schultze (1765–1806) und dessen Ehefrau Johanna Dorothea Apel (1765–1826). Nach dem frühen Tod seines Vaters wurde August Hermann Niemeyer, Kanzler der Universität Halle, sein Vormund und ermöglichte ihm den Besuch des Pädagogiums Halle. Anschließend studierte er ab 1814 an der Universität Halle und war hier seit 1816/17 Mitglied des Corps Teutonia (I) Halle und des Corps Guestphalia Halle. 1817 war er Teilnehmer beim Wartburgfest. Mit einer Doktorarbeit bei Johann Friedrich Meckel wurde er in Halle zum Dr. med. promoviert. Die Dissertation Nonnulla de primordiis systematis ossium et de evolutione spinae dorsi in animalibus wurde auf Georges Cuviers Veranlassung ins Französische und ins Englische übersetzt. Schultze wurde Meckels Assistent und – noch im selben Jahr – Prosektor. 1821 folgte er dem Ruf der Albert-Ludwigs-Universität Freiburg auf ihren Lehrstuhl und als Direktor der anatomischen und physiologischen Anstalten. 
Schultze war an der Forschung an einem 1825 vor Rügen gestrandeten Finnwal beteiligt.
Im Jahre 1831 wechselte Schultze an die Königliche Universität zu Greifswald. Hier bemühte er sich lange vergeblich um die Verbesserung der räumlichen Situation der anatomisch-zoologischen Sammlung, worüber es zu Streitigkeiten innerhalb der Medizinischen Fakultät kam. Erst 1855 war es ihm gelungen, auf dem Gelände des ehemaligen Dominikanerklosters ein eigenes Institut für Anatomie errichten zu lassen. Das Greifswalder Anatomiegebäude galt lange als das schönste und zweckmäßigste seiner Art in Deutschland und ist seit 1998 in schönster Weise wiederhergestellt.
Im Jahre 1856 gab Schultze seinen Lehrstuhl auf, blieb aber Mitglied des Lehrkörpers der Universität Greifswald. Im Jahre 1869, nach einem halben Jahrhundert als Hochschullehrer, trat er ganz zurück und zog zu seinem Sohn Bernhard in Jena.
Seit 1833 war Schultze Mitglied der Deutschen Akademie der Naturforscher Leopoldina. 1862 wurde ihm der Titel eines Geheimen Medizinalrates verliehen, 1868 der Rote Adlerorden 3. Klasse.

## Familie
Er heiratete 1822 Friederike Bellermann (1805–1885), eine Tochter des Orientalisten Johann Joachim Bellermann (1754–1842) und der Dorothea Juliane Schorch (1769–1857). Das Paar hatte mehrere Kinder, darunter:
- Max (Johann Sigismund) (1825–1874), Anatom und Zoologe

⚭ 1854/55 Christine Bellermann (1830–1865), Tochter von Christian Friedrich Bellermann
⚭ 1868 Sophie Sievers (1840–1911)
- August Sigismund Schultze (1833–1918), Jurist
- Bernhard Sigmund Schultze (1827–1919), Gynäkologe